# New Bethlehem
New Bethlehem és una població dels Estats Units a l'estat de Pennsilvània. Segons el cens del 2000 tenia 1.057 habitants.

## Demografia
Segons el cens del 2000, New Bethlehem tenia 1.057 habitants, 489 habitatges, i 274 famílies. La densitat de població era de 850,2 habitants/km².
Dels 489 habitatges en un 21,9% hi vivien nens de menys de 18 anys, en un 44% hi vivien parelles casades, en un 9,4% dones solteres, i en un 43,8% no eren unitats familiars. En el 40,1% dels habitatges hi vivien persones soles el 22,3% de les quals corresponia a persones de 65 anys o més que vivien soles. El nombre mitjà de persones vivint en cada habitatge era de 2,08 i el nombre mitjà de persones que vivien en cada família era de 2,8.
Per edats la població es repartia de la següent manera: un 19% tenia menys de 18 anys, un 6,8% entre 18 i 24, un 24,2% entre 25 i 44, un 23,8% de 45 a 60 i un 26,1% 65 anys o més.
L'edat mediana era de 45 anys. Per cada 100 dones de 18 o més anys hi havia 75,4 homes.
La renda mediana per habitatge era de 25.069 $ i la renda mediana per família de 38.750 $. Els homes tenien una renda mediana de 30.750 $ mentre que les dones 20.469 $. La renda per capita de la població era de 17.796 $. Entorn del 13,9% de les famílies i el 16% de la població estaven per davall del llindar de pobresa.

## Poblacions properes
El següent diagrama mostra les poblacions més properes.